# Eugène Van Walleghem
Eugène Van Walleghem, né à Couillet le 16 octobre 1882 et y décédé à le 31 mai 1964 est un homme politique belge, membre du parti ouvrier belge.

## Biographie
Il fut bourgmestre de Couillet.
Van Walleghem fut métallurgiste et dirigeant syndical. Il fut élu conseiller communal socialiste de Couillet (1921), bourgmestre de Couillet (du 20 août 1921 au 31 mai 1964), député de Charleroi (1919-1949), ensuite désigné secrétaire de la Chambre (1936-1949). Il fut l’un des délégués de Charleroi à l’Assemblée wallonne de 1921 à 1923.
Dans la lignée de  Jules Destrée, Van Walleghem figure parmi les signataires du Compromis des Belges (16 mars 1929). Défenseur de la langue française, il n’hésite pas à prononcer ses discours en wallon à la Chambre. 
Van Walleghem dès 1923 pose le problème de l’Union économique avec la France. À ses yeux, l’Union économique avec la France est le seul moyen d’éviter le déclin de l’industrie wallonne.